# Lilium rosthornii
Lilium rosthornii är en liljeväxtart som beskrevs av Friedrich Ludwig Diels. Lilium rosthornii ingår i släktet liljor, och familjen liljeväxter. Inga underarter finns listade.

## Bildgalleri

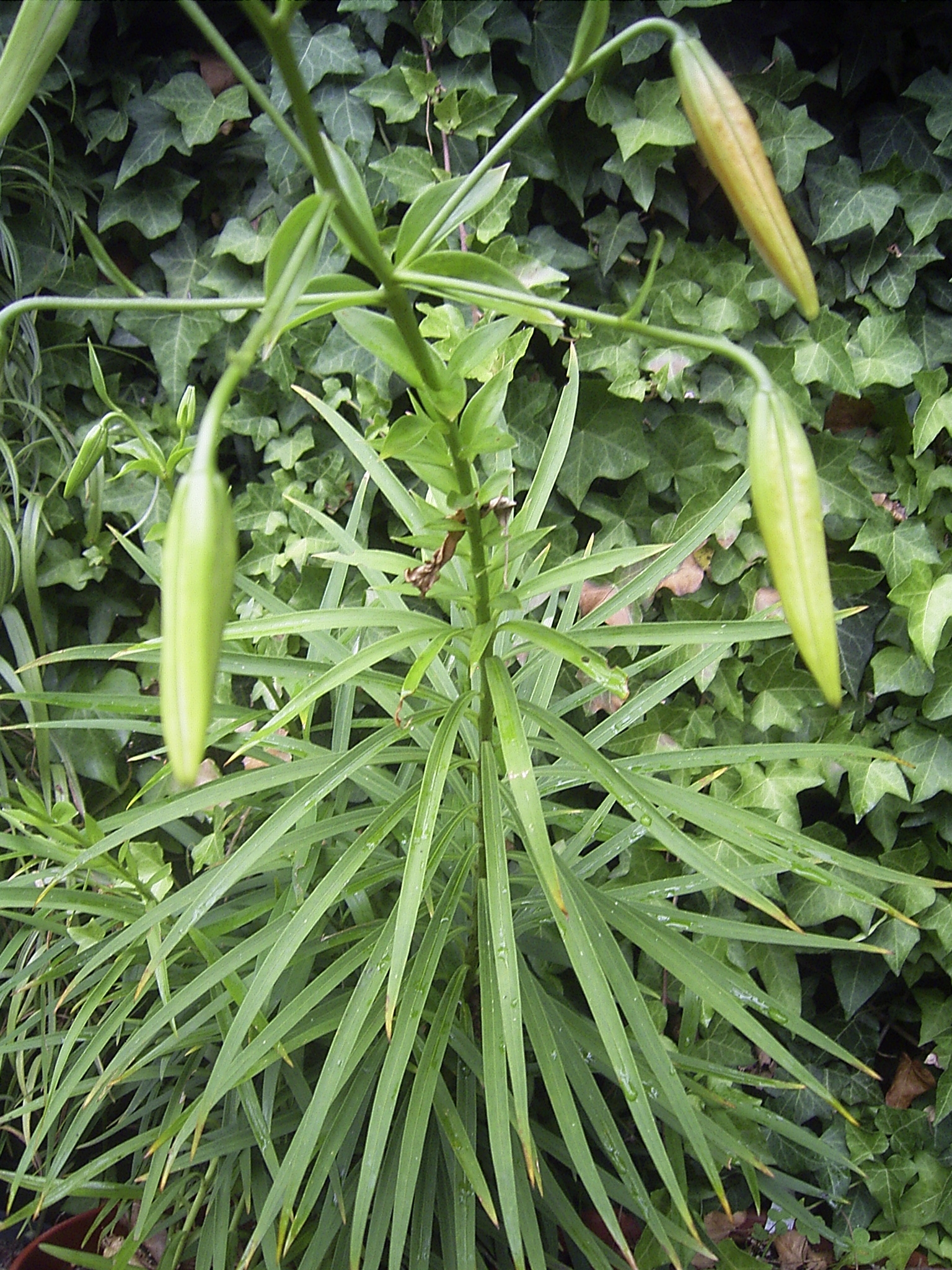
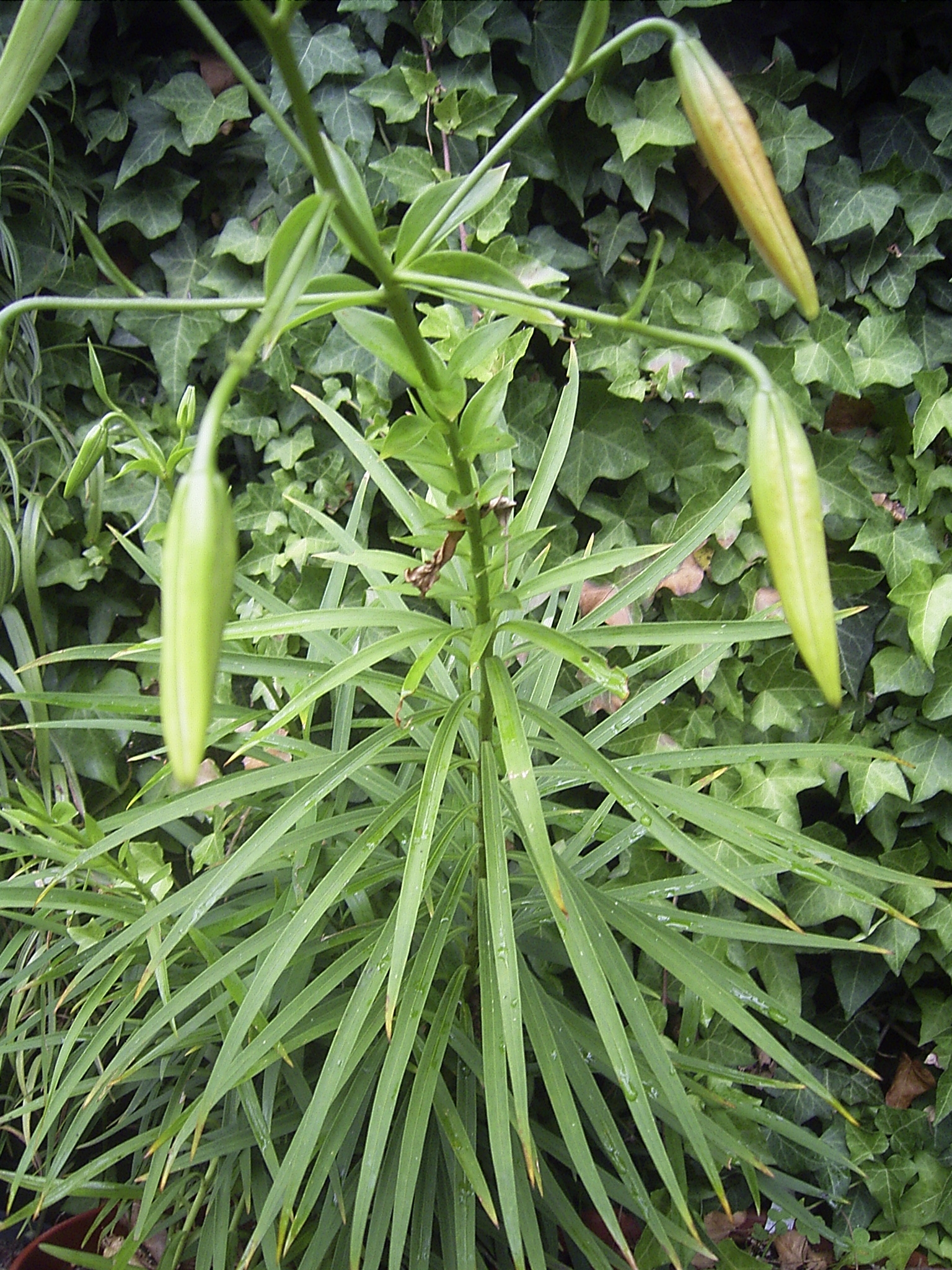